# Лихівська селищна рада
Ли́хівська се́лищна ра́да — адміністративно-територіальна одиниця та орган місцевого самоврядування у Кам'янському районі Дніпропетровської області.
Адміністративний центр — селище міського типу Лихівка.

## Загальні відомості
- Населення селищної ради: 3 308 осіб (станом на 2001 рік)

## Населені пункти
Селищній раді підпорядковані населені пункти:
- смт Лихівка
- с. Райдужне
- с. Степове

## Склад ради
Рада складається з 20 депутатів та голови.
- Голова ради: Горбенко Любов Спепанівна
- Секретар ради: Сельницька Тетяна Леонідівна

### Керівний склад попередніх скликань
| Прізвище, ім'я, по батькові | Основні відомості                                                            | Дата обрання | Дата звільнення |
| --------------------------- | ---------------------------------------------------------------------------- | ------------ | --------------- |
| Горб Тамара Іванівна        | Селищний голова, 1953 року народження, позапартійна                          | 26.03.2006   | 31.10.2010      |
| Горбенко Любов Спепанівна   | Селищний голова, 1970 року народження, освіта вища, член партії Єдиний Центр | 31.10.2010   |                 |

Примітка: таблиця складена за даними сайту Верховної Ради України

### Депутати
За результатами місцевих виборів 2010 року депутатами ради стали:

#### За суб'єктами висування
| Суб'єкт висування                 | Кількість обраних депутатів | %  |
| --------------------------------- | --------------------------- | -- |
| Партія регіонів                   | 16                          | 80 |
| Комуністична партія України       | 2                           | 10 |
| Політична партія «Сильна Україна» | 2                           | 10 |

#### За округами
| № округу                          | Прізвище, ім'я, по батькові    | Дата визнання обраним | Освіта             | Партійна приналежність                  | Відомості про обраного депутата                              |
| --------------------------------- | ------------------------------ | --------------------- | ------------------ | --------------------------------------- | ------------------------------------------------------------ |
| Комуністична партія України       |                                |                       |                    |                                         |                                                              |
| 8                                 | Очеретько Наталія Василівна    | 31.10.2010            | середня спеціальна | член Комуністичної партії України       | Лихівська селищна рада, спеціаліст 2 категорії               |
| 14                                | Дрімко Надія Миколаївна        | 31.10.2010            | середня спеціальна | член Комуністичної партії України       | відділ поштового зв'язку, листоноша                          |
| Партія регіонів                   |                                |                       |                    |                                         |                                                              |
| 1                                 | Гарнага Олександр Анатолійович | 31.10.2010            | вища               | член Партії регіонів                    | Лихівська місцева пожежна частина, начальник                 |
| 3                                 | Самарець Станіслав Васильович  | 31.10.2010            | середня            | член Партії регіонів                    |                                                              |
| 4                                 | Шквир Володимир Миколайович    | 31.10.2010            | середня            | член Партії регіонів                    | ТОВ «Агрохімія», охорона                                     |
| 5                                 | Петруша Ольга Василівна        | 31.10.2010            | вища               | член Партії регіонів                    | Лихівська селищна рада, спеціаліст 2 категорії               |
| 6                                 | Мороз Алла Дмитрівна           | 31.10.2010            | вища               | член Партії регіонів                    | Лихівський дошкільний навчальний заклад Журавлик, вихователь |
| 7                                 | Супрун Олена Анатоліївна       | 31.10.2010            | середня            | член Партії регіонів                    | Лихівська загальноосвітня школа I-III ст., вчитель           |
| 9                                 | Галаган Сергій Вікторович      | 31.10.2010            | вища               | член Партії регіонів                    | Лихівське лісництво, лісничій                                |
| 11                                | Сельніцька Тетяна Леонідівна   | 31.10.2010            | вища               | член Партії регіонів                    | Лихівська селищна рада, секретар                             |
| 12                                | Шепель Тетяна Миколаївна       | 31.10.2010            | вища               | член Партії регіонів                    | АЗС № 9, оператор                                            |
| 13                                | Кисленко Анатолій Миколайович  | 31.10.2010            | вища               | член Партії регіонів                    | ветлікарня, директор                                         |
| 15                                | Ромус Надія Григорівна         | 31.10.2010            | вища               | член Партії регіонів                    | Лихівська загальноосвітня школа I-III ст., директор          |
| 16                                | Короткий Павло Анатолійович    | 31.10.2010            | середня            | член Партії регіонів                    | приватний підприємець                                        |
| 17                                | Савченко Станіслав Антонович   | 31.10.2010            | середня            | член Партії регіонів                    | пенсіонер                                                    |
| 18                                | Вітрянський Василь Григорович  | 31.10.2010            | середня            | член Партії регіонів                    | пенсіонер                                                    |
| 19                                | Засікан Надія Кіндратівна      | 31.10.2010            | середня            | член Партії регіонів                    | приватний підприємець                                        |
| 20                                | Бобрик Сергій Вікторович       | 31.10.2010            | вища               | член Партії регіонів                    | СДПЧ — 52 м. Вільногірська, водій                            |
| Політична партія «Сильна Україна» |                                |                       |                    |                                         |                                                              |
| 2                                 | Остапченко Микола Миколайович  | 31.10.2010            | середня            | член Політичної партії «Сильна Україна» | П'ятихатський РЕМ, контролер                                 |
| 10                                | Андрієнко Людмила Євгеніївна   | 31.10.2010            | середня спеціальна | член Політичної партії «Сильна Україна» | приватний підприємець                                        |